# 16060 Dahliadry
16060 Dahliadry è un asteroide della fascia principale. Scoperto nel 1999, presenta un'orbita caratterizzata da un semiasse maggiore pari a 2,9678531 au e da un'eccentricità di 0,0749674, inclinata di 11,57320° rispetto all'eclittica.